# Bradford-on-Tone
Bradford-on-Tone est une paroisse civile et un village du Somerset, en Angleterre.